# Alejandro Maclean
Alejandro "Álex" Maclean (Madrid, 6 de agosto de 1969 - Casarrubios del Monte, Toledo, 17 de agosto de 2010) fue un productor español de televisión y piloto acrobático, que compitió en el Red Bull Air Race World Series con el número 36. Maclean fue apodado "El Matador Volador".

## Biografía
Maclean, cuyo abuelo era escocés, de ahí su apellido, estuvo fascinado por los aviones desde niño. Así, fabricó y coleccionó maquetas de aviones para luego continuar con aviones de aeromodelismo. A los 18 años, compró su propio ultraligero. Pronto empezó a intentar algunas maniobras básicas en su nuevo avión. Las acrobacias provocaron su primer accidente. Maclean experimentó posteriormente dos accidentes más serios durante vuelos acrobáticos.
En 2005 se convirtió en el capitán del equipo de vuelo acrobático español.
Trabajó en televisión como productor de Spika, una productora de publicidad. También se casó y tuvo dos hijos; Alejandro Maclean (primogénito del piloto) y Eduardo Maclean.
Murió el 17 de agosto de 2010, cuando su avión se precipitó contra el suelo, mientras realizaba sus ejercicios de entrenamiento en Casarrubios del Monte.

## Títulos
- Dos veces ganador del Campeonato de España de Vuelo Acrobático.
- Campeón europeo de acrobacias.
- Campeón en 1998 en el Campeonato abierto acrobático en Lituania.

## Red Bull Air Race World Series
| Alejandro Maclean en Red Bull Air Race World Series | Alejandro Maclean en Red Bull Air Race World Series | Alejandro Maclean en Red Bull Air Race World Series | Alejandro Maclean en Red Bull Air Race World Series | Alejandro Maclean en Red Bull Air Race World Series | Alejandro Maclean en Red Bull Air Race World Series | Alejandro Maclean en Red Bull Air Race World Series | Alejandro Maclean en Red Bull Air Race World Series | Alejandro Maclean en Red Bull Air Race World Series | Alejandro Maclean en Red Bull Air Race World Series | Alejandro Maclean en Red Bull Air Race World Series | Alejandro Maclean en Red Bull Air Race World Series | Alejandro Maclean en Red Bull Air Race World Series | Alejandro Maclean en Red Bull Air Race World Series | Alejandro Maclean en Red Bull Air Race World Series | Alejandro Maclean en Red Bull Air Race World Series |
| Año                                                 | 1                                                   | 2                                                   | 3                                                   | 4                                                   | 5                                                   | 6                                                   | 7                                                   | 8                                                   | 9                                                   | 10                                                  | 11                                                  | 12                                                  | Puntos                                              | Victorias                                           | Posición                                            |
| --------------------------------------------------- | --------------------------------------------------- | --------------------------------------------------- | --------------------------------------------------- | --------------------------------------------------- | --------------------------------------------------- | --------------------------------------------------- | --------------------------------------------------- | --------------------------------------------------- | --------------------------------------------------- | --------------------------------------------------- | --------------------------------------------------- | --------------------------------------------------- | --------------------------------------------------- | --------------------------------------------------- | --------------------------------------------------- |
| 2003                                                | NC                                                  | DNS                                                 |                                                     |                                                     |                                                     |                                                     |                                                     |                                                     |                                                     |                                                     |                                                     |                                                     | 0                                                   | 0                                                   | NC                                                  |
| 2004                                                | DNP                                                 | 8.º                                                 | DNS                                                 |                                                     |                                                     |                                                     |                                                     |                                                     |                                                     |                                                     |                                                     |                                                     | 0                                                   | 0                                                   | 11.º                                                |
| 2005                                                | 7.º                                                 | 9.º                                                 | 9.º                                                 | TP                                                  | 10.º                                                | 9.º                                                 | 10.º                                                |                                                     |                                                     |                                                     |                                                     |                                                     | 0                                                   | 0                                                   | 8.º                                                 |
| 2006                                                | 4.º                                                 | 7.º                                                 | DNS                                                 | CAN                                                 | 7.º                                                 | 8.º                                                 | 7.º                                                 | DQ                                                  | 7.º                                                 |                                                     |                                                     |                                                     | 3                                                   | 0                                                   | 9.º                                                 |
| 2007                                                | 7.º                                                 | 2.º                                                 | 5.º                                                 | 4.º                                                 | CAN                                                 | 7.º                                                 | 4.º                                                 | 7.º                                                 | 8.º                                                 | 8.º                                                 | CAN                                                 | 4.º                                                 | 16                                                  | 0                                                   | 6.º                                                 |
| 2008                                                | 6.º                                                 | 7.º                                                 | 9.º                                                 | CAN                                                 | 10.º                                                | 8.º                                                 | 7.º                                                 | 8.º                                                 | CAN                                                 | 4.º                                                 |                                                     |                                                     | 21                                                  | 0                                                   | 8.º                                                 |
| 2009                                                | 8.º                                                 | 10.º                                                | 10.º                                                | 11.º                                                | 7.º                                                 | 10.º                                                |                                                     |                                                     |                                                     |                                                     |                                                     |                                                     | 16                                                  | 0                                                   | 12.º                                                |

Leyenda: CAN: cancelado, DNP: no participó, DNS: no compitió, DQ: descalificado, NC: no clasificado, TP: problemas técnicos